# 반요 야샤히메
《반요 야샤히메》(半妖の夜叉姫)는 타카하시 루미코의 만화 《이누야샤》(犬夜叉)를 원작으로 하는 애니메이션 이누야샤의 속편 애니메이션이다. 일본에서는 요미우리 TV에서 2020년 10월 3일부터 2021년 3월 20일까지 방영되었고, 대한민국에서는 애니박스에서 자막판으로 먼저 방영했으며, 한국어 더빙판은 같은 해 11월 16일부터 방영했다. 중국에서는 아이치이에서 방영했다. 1기 종영 후 2기 제작이 결정되었으며 2기는 2021년 10월 2일부터 2022년 3월 26일까지 방영했다.

## 줄거리
셋쇼마루의 딸들인 쌍둥이 소녀 토와와 세츠나는 어린 시절 숲불에 휘말려 뿔뿔이 흩어졌다. 시대수의 시공을 넘는 터널을 뚫은 토와는 전국시대에서 현대의 세상으로 시간여행을 하여 히구라시 카고메의 생가인 히구라시 집안에서 양녀 히구라시 토와로 자란다.
10년 후, 토와는 다시 열린 시대수의 터널에서 나타난 세츠나와 재회하지만 세츠나가 그녀를 포함한 어린 시절의 기억을 잃었다는 것을 알고 전국시대로의 귀환을 결심한다. 이리하여 토와와 세츠나, 모로하와 함께 3명의 반요들의 모험이 시작된다.

## 등장인물
- 토와(日暮 とわ)

성우 - 마츠모토 사라(日) / 이새아(韓)
본작의 주인공이자 전작 이누야샤에 등장한 셋쇼마루와 링 사이에서 태어난 장녀이다. 14세이며 아버지와 같이 은백발의 모습에 붉은 브릿지가 있다.
- 세츠나(せつな)

성우 - 코마츠 미카코(日) / 김나율(韓)
본작의 주인공이자 셋쇼마루와 링 사이에서 태어난 차녀이자 토와의 쌍둥이 여동생이다. 14세이며 흑발에 붉은 브릿지가 있고 항상 밝고 웃는 모습의 토와와는 다르게 냉정하고 과묵한 성격을 보인다.
- 모로하(もろは)

성우 - 타도코로 아즈사(日) / 김연우(韓)
본작의 등장인물이자 이누야샤와 히구라시 카고메 사이에서 태어난 딸이다. 반요(半妖)인 아버지와 인간인 어머니 사이에서 태어났기 때문에 사반요(四半妖)이기도 하다. 14세이며 부모인 이누야샤와 카고메와는 갓난아기 적에 이별하게 되어 직접봤던 기억이 없다. 요괴를 사냥하는 현상 사냥꾼이며 요괴죽이는 모로하라고도 불린다.

## 한국 방영
대원방송 계열 채널인 애니원, 애니박스에서 자막판과 한국어 더빙판을 함께 방영했다.